# Pitiríase versicolor
A Pitiríase versicolor é uma infecção fúngica (micose) superficial caracterizada por alterações na pigmentação cutânea, que variam do branco ao marrom, justificando o atributo "versicolor". O distúrbio de pigmentação é devido à colonização do estrato córneo por um fungo dimórfico, lipofílico, encontrado na flora normal da pele, conhecido como Malassezia furfur. Trata-se de doença prevalente nos trópicos, mas também comum em climas temperados. Há vários tratamentos disponíveis com taxas elevadas de cura, porém as recorrências são frequentes.
Sinonímia: Tinha (ou Tinea) Versicolor, Pano branco, Micose de praia; Impingem de praia

## Causa
O distúrbio de pigmentação é causado pela colonização do estrato córneo por um fungo dimórfico, lipofílico, encontrado na flora normal da pele, conhecido como Malassezia furfur. Na fase de levedura esse organismo apresenta duas formas morfologicamente distintas, uma ovóide, outra esférica, nas quais o fungo é denominado Pityrosporum ovale e Pityrosporum orbiculare, respectivamente.
A Malassezia furfur é uma levedura lipofílica, isto é, depende de lípidos para o seu metabolismo, ainda não isolada do meio ambiente, que vive saprofiticamente na pele humana, como comensal. Assim, na população de Israel, FRIEDMAN-BIRBAUM & cols. (1982), de um grupo de 74 indivíduos normais, 51 (68,9%) foram positivos para Malassezia furfur (= Pityrosporum orbiculare).

## Epidemiologia
É muito comum, afetando até 40% da população dos países tropicais, mas também é comum nas áreas temperadas. Afeta ambos os sexos e em todas as raças, e apresenta distribuição variável segundo a faixa etária, verificando-se a maioria dos casos em adultos jovens com pele oleosa e que suam muito. Não é contagiosa e que hábitos de higiene não são o fator desencadeante dessa infecção.

## Progressão e Sintomas
Por sua característica lipofílica, a Malassezia vai se fixar em locais com maior secreção de gorduras, como tronco, pescoço, couro cabeludo, rosto e conduto auditivo externo. Manifesta-se principalmente no verão e primavera, atingindo principalmente os jovens adultos de pele oleosa.
As lesões são discretamente descamativas de dimensões variáveis, nem sempre perceptíveis, mas que podem aumentar e tendem a coalescer. A cor da lesão na pele pode variar de hipopigmentação (manchas brancas ou mais claras do que a pele normal) nas pessoas de pele mais escura ou mesmo hiperpigmentação (manchas mais escuras) nas de pele mais clara. Os pacientes, em geral, podem notar a presença das lesões após exposição aos raios solares, pois a ação destes possibilita a atuação do microrganismo sobre o processo de melanogênese. Raramente causa dor, mas pode causar coceira.

## Diagnóstico
O diagnóstico baseia-se no aspecto clínico das manchas. No exame micológico direto é positiva para pseudo-hifas, mas a cultura para fungos em meio enriquecido com óleo de oliva não é feita como rotina.

## Tratamento
Pode ser tratado com pomadas à base de zinco, piritiona, sulfito de selênio, miconazol, clotrimazol e não precisam de receita. Recomenda-se evitar exposição ao sol até terminar o tratamento para evitar manchas mais destacadas.
Alguns médicos preferem pílulas a pomadas, pois com pomadas a adesão do paciente é inadequada pelo tempo de uso necessário, há dificuldade de aplicação em áreas extensas, odor desagradável de certos agentes, a eficácia dos agentes tópicos é menor, a taxa de recorrência varia de 60 a 80% e antifúngicos sistêmicos tem menor índice de eventos adversos.